# Килифаревский монастырь
Килифаревский монастырь (болг. Килифаревски манастир Рождество Богородично) — действующий православный монастырь в Болгарии, построенный в честь Рождества Пресвятой Богородицы. Расположен в долине реки Белица в 4 км от города Килифарево, в 12 км от Велико Тырново.
Монастырь был основам между 1348 и 1350 годами болгарским просветителем и книжником Феодосием Тырновским. Он, при поддержке царя Ивана Александра, в 1360 году создал в монастыре один из важнейших центров средневекового болгарского образования и литературы — Килифаревскую школу литературы. В монастыре переписывались и переводились богослужебные книги, писались хроники, составлялись сборники житий святых. Насельники монастыря знали труды Фукидида, Платона, Гомера, Аристотеля. Самым известным учеником Килифаревской школы стал болгарский патриарх Евфимий Тырновский. Одновременно свой монашеский путь в этой обители начинал современник Евфимия, будущий митрополит Киевский Киприан.
Монастырский комплекс был построен как крепость, его окружали укрепленными стенами, во внутреннем дворе располагалась наблюдательная башня в несколько этажей. После турецкого завоевания Болгарии он был разрушен до основания. Килифаревский монастырь был восстановлен в 1718 году на новом месте (на соседнем холме).
В 1842 году кафоликон монастыря — церковь Рождества Богородицы была перестроена в однонефную, квадратную в плане, увенчанную куполом. От старой постройки был сохранён алтарь и два притвора. Внутреннее убранство храма было завершено в 1843 году: церковь украшена позолоченным резным иконостасом, иконы выполнены трявнинскими живописцами. В ходе этой реконструкции в монастыре в 1849 году были возведены два жилых здания в стиле Возрождения.